# Daniel Habesohn
Daniel Habesohn (* 22. července 1986 Vídeň) je rakouský profesionální stolní tenista. Hraje pravou rukou a používá klasické držení pálky shakehand.
S Robertem Gardosem se stal ve čtyřhře mistrem Evropy v letech 2012 a 2018 a finalistou ME v letech 2013, 2015 a 2022. V roce 2014 vyhrál otevřené mistrovství Maďarska ve dvouhře. Jedenáctkrát se stal mistrem Rakouska. S rakouským mužstvem stolních tenistů v roce 2015 vyhrál evropský šampionát, získal stříbrnou medaili na Světovém poháru a bronzovou medaili na Evropských hrách.
Startoval na olympiádě v roce 2016, kde obsadil s rakouským týmem dělené páté místo. Na LOH 2020 soutěžil v mužské dvouhře a vypadl ve třetím kole s Portugalcem Marcosem Freitasem. 
S klubem SVS Niederöstereich vyhrál v roce 2008 Ligu mistrů. Působil jako instruktor v akademii Wernera Schlagera ve Schwechatu. Od roku 2025 hraje za německý TSV Bad Königshofen.
Stolnímu tenisu se na vrcholové úrovni věnovala i jeho matka a dva bratři.